# Sławomir Opaliński
Sławomir Opaliński (ur. 26 listopada 1968 w Szkotowie) – polski piłkarz i trener.
Opaliński występował na pozycji obrońcy. Swoją karierę rozpoczął w Gwardii Szczytno. Z klubu tego w 1989 roku trafił do Stomilu Olsztyn, z którym w 1994 roku awansował do ekstraklasy. W najwyższej klasie rozgrywkowej w Polsce rozegrał 65 spotkań (wszystkie w barwach Stomilu). W olsztyńskim klubie występował do 1997 roku, kiedy to przeniósł się do Jezioraka Iława. W iławskim klubie zabawił jeden sezon, po czym zdecydował się na przejście do Pomezanii Malbork. Zespół ten reprezentował do końca 1999 roku. Później jeszcze grał w klubach MKS Mława i Granica Kętrzyn.
W 2008 był trenerem WKS Dąbrówka Wielka. Rok później pracował w hurtowni budowlanej.